# Heerespersonalamt
Das Heerespersonalamt war eine militärische Dienststelle der Reichswehr und der Wehrmacht. Es bildete ab 1935 zusammen mit vier weiteren Ämtern das Oberkommando des Heeres und war für die Personalangelegenheiten zuständig.

## Geschichte
Seit 1807 hatte das königlich-preußische Militärkabinett darüber entschieden, wie Offiziere ausgewählt, ernannt oder befördert wurden. Die Leitung dieser Einrichtung oblag dem Chef des Militärkabinetts, der seit 1857 zugleich auch vortragender Generaladjutant beim König war.
Daraus entstand 1920 das neue Heerespersonalamt (HPA), welches alle personellen Angelegenheiten der Offiziere und der Offizieranwärter des Heeres der Reichswehr und später der Wehrmacht zu bearbeiten hatte. Eine Ausnahme stellten die Generalstabsoffiziere dar, über deren Ausbildung, Verwendung und Beförderung die Zentralabteilung des Generalstabes des Heeres entschied. Mit der vermehrten Einstellung von Offizieren ab 1935 und vor allem im Zweiten Weltkrieg erwuchsen ihm vielfache neue Aufgaben. Allein zwischen 1932 und 1939 wuchs das Offizierskorps um das 28fache auf 89.087 Stellen an. Das Personalamt versuchte dem Mangel an Offizieren daher mit Aushilfen entgegenzuwirken, wie der Beförderung von aktiven Unteroffizieren oder Einstellung von Reserveoffizieren, ohne jedoch das generelle Problem lösen zu können.
Auch führten die wachsenden Anforderungen zu zahlreichen Organisationsänderungen. Grundlegend war die Unterteilung in mehrere Abteilungen:
- Abteilung P 1 (Planung Personalwesen, Personalführung der Offiziere)
- Abteilung P 2 (Disziplinarangelegenheiten der Offiziere)
- Abteilung P 3 (Stellenbesetzung der Generalstabsoffiziere; ab 1935 abgegeben an die Zentralabteilung des Generalstabes des Heeres)
- Abteilung P 4 (Personalführung der Offiziere der Sonderlaufbahnen; wurde zum 1. April 1939 in P 3 umbenannt)

Am 2. Oktober 1942 wurde der Generalmajor und „Chefadjutant der Wehrmacht beim Führer“ Rudolf Schmundt neuer Chef des Heerespersonalamtes. Damit war erstmals seit 1918 die Personalunion von Chefadjutant und Chef des Heerespersonalamtes wieder eingerichtet. Nach seinem Tod aufgrund der beim Attentat vom 20. Juli 1944 erlittenen schweren Verletzung übernahm sein bisheriger Stellvertreter, Generalleutnant Wilhelm Burgdorf, die Funktion des Chefs des Heerespersonalamtes. Auch er nahm gleichzeitig die Geschäfte des Chefadjutanten der Wehrmacht bei Hitler wahr.
Die Bestände des Heerespersonalamtes befinden sich, soweit sie noch erhalten sind, im Bundesarchiv-Militärarchiv in Freiburg im Breisgau.